# 中西敏憲
中西 敏憲（なかにし としかず、1894年（明治27年）3月9日 - 1982年（昭和57年）10月6日）は、日本の政治家。衆議院議員（1期）、南満州鉄道理事、武生市長。

## 経歴
福井県出身。1918年（大正7年）高等試験行政科試験に合格。翌1919年（大正8年）東京帝国大学法学部（英法）を卒業。南満州鉄道に入り、地方課長、地方、総務の各部長を経て、理事となる。1942年（昭和17年）の第21回衆議院議員総選挙では郷里の福井県から翼賛政治体制協議会の推薦を受けて当選する。小磯内閣で大東亜参与官となった。
戦後、推薦議員や南満州鉄道理事のため、公職追放となる。1951年（昭和26年）に追放解除となる。その後、1961年（昭和36年）から武生市長を3期務めた。1974年（昭和49年）に武生名誉市民となった。1982年死去。
この他福井鉱業、共栄印刷の各社長などを務めた。